# Hanam-eup
Hanam-eup (koreanska: 하남읍, 下南邑) är en köping i kommunen Miryang i provinsen Södra Gyeongsang i den sydöstra delen av Sydkorea, 290 km sydost om huvudstaden Seoul.